# Lampronadata splendida
Lampronadata splendida är en fjärilsart som beskrevs av Charles Oberthür 1881. Lampronadata splendida ingår i släktet Lampronadata och familjen tandspinnare. Inga underarter finns listade i Catalogue of Life.